# Oder
De Oder (Tsjechisch en Pools: Odra) is met haar 854,3 kilometer de dertiende rivier van Europa. Het stroomgebied omvat delen van Tsjechië, Polen en Duitsland en meet 118.861 km².
De rivier ontspringt in de Sudeten ten oosten van de Tsjechische stad Olomouc in Moravië en stroomt via de Moravische Poort en de stad Ostrava naar Polen, vormt daar de centrale waterloop van Silezië.
De benedenloop van de Oder vormt vanaf de monding van de Neisse (Pools: Nysa) over een afstand van 162 km sinds 1945 de Duits-Poolse grens, het noordelijke gedeelte van de zogenaamde Oder-Neissegrens. De laatste 59 kilometer stroomt de Oder weer volledig over Pools grondgebied. Voorbij Szczecin bereikt de Oder het Oderhaf, het punt tot waar de lengte van de Oder wordt gemeten. Dit haf watert vervolgens af op de Oostzee.
De belangrijkste haven aan de Oder is die van Szczecin, dat aan de linkeroever ten zuiden van het Oderhaf ligt. De voornaamste binnenhaven is die van Wrocław. Andere belangrijke steden aan de Oder zijn Ostrava (Tsjechië), Opole (Polen) en Frankfurt (Oder) (Duitsland).
Grotere zijrivieren zijn de Neisse, de Bóbr en vooral de Warta, die bij haar monding in de Oder een langere weg heeft afgelegd dan de Oder zelf tot dat punt, maar veel minder water levert. Gerekend vanaf de bron van de Warta heeft het riviersysteem van de Oder een lengte van 1044,6 km. Het stroomgebied van de Oder levert maar een derde van de hoeveelheid water van dat van de Rijn, terwijl de Rijn met haar 1320 kilometer niet veel langer is. Oorzaak is de geringere hoeveelheid neerslag in het continentale Polen. De zijrivieren die uit gebergten als de Sudeten komen, leveren relatief het meeste regenwater.
Door de onregelmatige verdeling van de neerslag over het jaar heeft de Oder een zeer wisselende waterstand en heeft het stroomgebied regelmatig met overstromingen te kampen. In maart/april en dikwijls in juni/juli is de waterstand het hoogst. In de tweede helft van het jaar kan de waterstand zo laag worden dat de scheepvaart geheel tot stilstand komt. Problematisch voor de scheepvaart is 's winters bovendien de ijsgang.
Het stroomgebied van de Oder is door middel van kanalen verbonden met dat van andere rivieren: het Oder-Havelkanaal naar de Havel en het Oder-Spreekanaal naar de Spree verbinden de Oder met de Elbe en via de Warta, de Noteć, het Bydgoszczkanaal en de Brda kan uiteindelijk de Wisła worden bereikt. Plannen om de Oder via een kanaal door het zuiden van Polen en de Morava in Tsjechië met de Donau nabij Wenen te verbinden, het zogenaamde Donau-Oder kanaal werden tot nu toe slechts gedeeltelijk uitgevoerd. In het Poolse industriegebied Silezië is er het Gliwice-kanaal dat de gelijknamige stad verbindt met de rivier.
In de Oderdelta en het Oderhaf doet Rewilding Europe natuurherstelprojecten.
- Gemeinsame Normdatei: 4043112-5
- Library of Congress Control Number: sh85094074
- Nationale Bibliotheek van Tsjechië: ge137826
- Nationale Bibliotheek van Israël: 987007543524205171
- Virtual International Authority File: 2145602485001362483
- WorldCat: E39PBJmpcyf3RTbHpcCbrb9Yyd